# Andrés Fleurquín
José Andrés Fleurquín Rubio (* 8. Februar 1975 in Montevideo) ist ein ehemaliger uruguayisch-italienischer Fußballspieler.
Der langjährige Kapitän des spanischen Vereins FC Cádiz war Mitglied der SK Sturm-Mannschaft, die als erster österreichischer Vertreter in der Saison 2000/01 die zweite Gruppenphase der Champions League erreichen konnte.
Mit Uruguay stand er 1999 im Finale der Copa América.
Mit einer Ablösesumme von ca. 28 Millionen Schilling ist er bis heute (Stand April 2011) hinter Charles Amoah der zweitteuerste Transfer in der Geschichte von Sturm Graz.

## Vereinskarriere

### Defensor Sporting
Fleurquín begann seine Profikarriere 1996 bei seinem Heimatverein Defensor Sporting aus Montevideo.
Bereits in seiner Debütsaison avancierte er zum Stammspieler im Mittelfeld und sorgte vor allem in seiner Anfangszeit als Profi durch seine Torgefahr bei Standardsituationen für Aufsehen. Bereits nach seiner ersten Profisaison debütierte er daraufhin in der Nationalmannschaft und nahm an der Copa América 1997 teil. Zuvor hatte er mit dem Verein die Campeonato Clausura gewonnen und wurde Vizemeister in Uruguay. Einer überragenden Saison 1998, in der er trotz mehrerer Verletzungen sieben Tore in achtzehn Saisoneinsätzen erzielen konnte, folgte 1999 abermals die Einberufung in den Kader Uruguays für die Copa América, wo er seinen internationalen Durchbruch feiern konnte. Als Stammspieler im System von Trainer Víctor Púa drang er mit der Mannschaft bis ins Finale vor, wo man sich jedoch mit 0:2 Brasilien geschlagen geben musste.

### SK Sturm Graz
Nach Abschluss der Spielzeit 1999 wechselte er daraufhin für die damalige beidseitige Rekordablösesumme von ca. 28 Millionen Schilling nach Österreich zum SK Sturm Graz. Er galt damit zu diesem Zeitpunkt als der teuerste Fußballspieler der jemals in Österreich tätig war. Bei Sturm sah Präsident Hannes Kartnig nach dem erstmaligen Einzug in die Champions League die Titelverteidigung in der Liga in Gefahr und rüstete in der Winterübertrittszeit mit den Verpflichtungen von Sergey Yuran und Fleurquín auf. Defensor wiederum bemühte sich, Fleurquin, nach dessen starker Performance während der Copa América, bestmöglich zu verkaufen, da man mit dem damals hoch talentierten Diego Pérez bereits seinen designierten Nachfolger im Kader hatte.
In den folgenden zwei Jahren bei Sturm spielte Fleurquín vor allem auf internationaler Ebene und gegen größere Vereine in der heimischen Liga oftmals überragend, präsentierte sich gegen kleinere Teams, wie die SV Ried oder SW Bregenz oftmals offensichtlich lustlos, was zu mehreren Differenzen mit Trainer Ivica Osim führte, der ihn trotzdem stets als zentrales Rückgrat im defensiven Mittelfeld hinter den Offensiven Markus Schopp, Tomislav Kocijan, Hannes Reinmayr, Mario Haas und Ivica Vastić aufstellte.
Nach dem Vizemeistertitel 2000, schaffte er mit Sturm in der Folgesaison als erste österreichische Mannschaft den Gruppensieg in der Vorrunde und den Sprung in die zweite Gruppenphase der Champions League. Fleurquín galt dabei als einer der Schlüsselspieler für den Erfolg. Im Ligaalltag musste man jedoch der Doppelbelastung Tribut zollen und belegte direkt hinter dem Lokalrivalen Grazer AK den enttäuschenden vierten Tabellenplatz.
Ohne die Chance auf eine weitere Champions-League-Qualifikation versuchte Kartnig Fleurquín, mit kolportierten sechs Millionen Schilling Jahresgehalt einer der Topverdiener im Verein, gewinnbringend zu verkaufen. Nachdem die Verhandlungen mit potentiellen Käufern aufgrund der hohen Ablösesumme schleppend verliefen, fand man kurz vor Transferende mit Galatasaray Istanbul doch noch einen Abnehmer, der ihn bis zum Saisonende erstmals auf Leihbasis verpflichtete.

### Galatasaray Istanbul
In Istanbul spielte Fleurquín unter Trainer Mircea Lucescu eine starke Saison in der Champions League und der Liga. Dabei avancierte er unter anderem aufgrund seines Siegtores zum 1:0 im Stadtderby gegen Beşiktaş Istanbul zu einem Fanliebling. Am Ende der Spielzeit konnte er mit der türkischen Meisterschaft seinen ersten nationalen Titelgewinn feiern. In Folge bemühte sich der Verein um eine fixe Verpflichtung des Spielers, die Verhandlungen scheiterten jedoch an der Kaufoption von kolportieren 45,3 Millionen Schilling auf die Sturm bestand.
Im Sommer 2002 kehrte Fleurquín daraufhin zu Sturm zurück und startete in die Vorbereitung zur neuen Spielzeit. Kurz vor Saisonbeginn fand Sturm mit dem französischen Erstligisten Stade Rennes daraufhin einen Abnehmer, der jedoch eine deutlich geringere Ablösesumme, als die zuvor von Galatasaray gebotene, zahlte.

### Stade Rennes
Spät in der Vorbereitung zum Verein gekommen, startete Fleurquín schwach in die Spielzeit und konnte die von Trainer Philippe Bergeroo in ihn gesetzten Erwartungen als Stabilisator im Mittelfeld nicht erfüllen. Nach dem Trainerwechsel zu Vahid Halilhodžić, musste er verletzungsbedingt pausieren und kam daraufhin bis zur Endphase der Meisterschaft lediglich in der B-Mannschaft zum Einsatz. Erst ab der 20. Runde fand er wieder Aufnahme in die A-Mannschaft und absolvierte noch fünf Spiele bis zum Saisonende. Zur Folgespielzeit verließ Halilhodžić wieder den Verein und wurde durch László Bölöni, der keinen Wert auf eine weitere Zusammenarbeit mit Fleurquín legte, ersetzt. Daraufhin wurde er in die spanische Segunda División an den FC Córdoba verliehen.

### FC Córdoba
In Córdoba erhielt er wieder einen Stammplatz und präsentierte sich wie gewohnt defensivstark. Die Mannschaft mit Spielern wie Christer George oder Andrés Nicolás Olivera, blieb jedoch klar hinter ihren Möglichkeiten und belegte über die gesamte Spielzeit einen Platz in den unteren Tabellenregionen. Obwohl der Verein Fleurquín über die Saison hinaus halten wollte, konnte man seine Ablösesumme nicht stemmen, woraufhin Ligakonkurrent FC Cádiz den Zuschlag erhielt.

### FC Cádiz
Bei Aufstiegsaspirant Cádiz, galt er als Wunschspieler von Landsmann und Trainer Víctor Espárrago, der ihn fortan als seinen verlängerten Arm auf dem Spielfeld bezeichnete. Bereits in seiner ersten Spielzeit feierte er den Meistertitel in der Segunda División und den damit verbundenen Aufstieg in die Erstklassigkeit. Der Verein verzichtete daraufhin weitgehend auf Neuverpflichtungen und stieg postwendend als Vorletzter wieder ab.
Ab 2006 übernahm Fleurquín nach dem Rücktritt von Routinier Oli dessen Kapitänsbinde, die er in Folge bis zu seinem Abschied 2010 trug. 2007 verpasste man den sofortigen Wiederaufstieg knapp, ehe man 2008, trotz eines Kaders mit vermeintlichen Stars wie Gastón Casas und Kamil Kosowski, überraschend abstieg. Fleurquín blieb als einer der wenigen arrivierten Spieler dem Verein treu und stieg mit der Mannschaft zur Folgesaison sofort wieder auf. Zur Spielzeit 2009/10 sorgte die Verpflichtung von Altstar Diego Tristán für eine große Erwartungshaltung, die die Mannschaft jedoch nicht erfüllen konnte. Nachdem man mit einem Punkt Rückstand unglücklich als Tabellenneunzehnter wieder absteigen musste, gab Fleurquin seinen Abschied aus Cádiz bekannt.

### Defensor Sporting
2010 wechselte er daraufhin zurück in die Heimat zu Defensor, wo er offiziell seine Karriere ausklingen lassen möchte.
Bei den Montevideanern bestritt er in der Saison 2010/11 elf Erstligaspiele. In den Spielzeiten 2011/12, 2012/13 und 2013/14 folgten 21, 24 und 15 Ligaeinsätze. Ein Ligator erzielte er nicht. Hinzu kommen 16 Partien in der Copa Libertadores, wovon er elf im Wettbewerb 2014 absolvierte, in dem Defensor bis ins Halbfinale vorstieß. In der Saison 2014/15 stand er viermal (kein Tor) in der Primera División auf dem Platz. In der Apertura 2015 kam er noch neunmal (ein Tor) in der Liga und zweimal (kein Tor) in der Copa Sudamericana 2015 zum Einsatz. Anschließend beendete er am 27. November 2015 beim Heimspiel des 14. Spieltages gegen River seine aktive Karriere.

## Nationalmannschaft
Ohne ein Länderspiel wurde Fleurquín von Trainer Juan Ahuntchaín in den Kader Uruguays für die Copa América 1997 einberufen. Uruguay schied jedoch bereits in der Vorrunde aus und Fleurquin blieb ohne Einsatz.
Erst am 12. Oktober 1997 debütierte er daraufhin unter dem neuen Trainer Roque Máspoli beim 0:0 in der Qualifikation zur Weltmeisterschaft 1998 gegen Argentinien.
Danach wurde er knapp eineinhalb Jahre nicht mehr einberufen, ehe er unter dem neuen Trainer Víctor Púa zum Stammspieler avancierte. Während der Copa América 1999 war er daraufhin die große Konstante in der Mannschaft, die bis ins Finale vordrang. Fleurquín kam in jeder Partie über die vollen 90 Minuten zum Einsatz.
Nach der Copa wechselte er nach Europa und Daniel Passarella übernahm die Nationalmannschaft. In Folge wurde er zwar regelmäßig weiterhin einberufen, kam jedoch oftmals nicht zum Einsatz, da der neue Trainer das bei Atlético Madrid engagierte Talent Pablo García auf seiner Position forcierte.
Erst im Frühjahr 2001 war er unter dem zurückgekehrten Púa wieder kurzzeitig Stammspieler, ehe er endgültig von den deutlich jüngeren Sebastián Eguren und Diego Pérez verdrängt wurde. Sein letztes Spiel für Uruguay bestritt er am 28. März 2001 bei der 0:1-Heimniederlage in der Qualifikation zur Weltmeisterschaft 2002 gegen Paraguay.

## Erfolge
Defensor Sporting
- 1 × Uruguayischer Vizemeister: 1997
- 1 × Campeonato Apertura: 2010
- 1 × Campeonato Clausura: 1997
- 1 ×  Copa Montevideo: 1997

SK Sturm Graz
- 1 × Österreichischer Vizemeister: 2000

Galatasaray Istanbul
- 1 × Türkischer Meister: 2002

FC Cádiz
- 1 × Meister Segunda División: 2005
- 1 × Meister Segunda División B: 2009
- 1 × Torneos de Verano: 2006
- 3 × Trofeo Ciudad de El Puerto: 2004, 2005, 2007[15]

Nationalmannschaft
- 1 × Finalist Copa América: 1999